# 唐草 (製菓)
株式会社唐草（からくさ）は、長崎県長崎市に本社を置く菓子の製造販売業を営む会社である。

## 概要
1968年（昭和43年）3月に現在の会社は設立。前年度から発売していた九州銘菓「長崎物語」を主力商品として、地元長崎県に題材をとった菓子を開発し製造販売している。

## 天気予報
1974年から2009年までテレビ長崎では、22時台終わりの天気予報を長年1社提供していた。
通常のコマーシャルでも登場しているヨットの「おたくさ号」の航行シーンから長崎県内の自然景勝地や史跡をオリジナルの映像にまとめ(もっとも県北部や五島などの離島が多い。また、テーマパークである『ハウステンボス』やかつて存在した『長崎オランダ村』も紹介していた事もある。、
BGMは「西海讃歌」を使用している(フルではなく合唱部分のみ)。提供クレジットは「ロマンの銘菓　長崎物語」。
本来、佐世保市の楽曲である西海讃歌は佐世保だけではなく、県内各地にも知名度が高いものとなり、全国の中でも珍しい壮大な楽曲が使われている天気予報となっていた。

## 事業所
- 本社 - 長崎市樺島町7-11
- 工場 - 長崎県諫早市多良見町囲316-6
- 営業所
  - 佐世保営業所 - 長崎県佐世保市下京町9-1
  - 福岡営業所 - 福岡市博多区麦野1丁目30-17
- 直営店舗 - 本社・工場・佐世保営業所に併設のほか、長崎市内に4店、博多駅構内のマイング博多駅名店街に1店が営業中。

## 主な商品
- 長崎物語
- おたくさ
- 出島蘭館
- らん・プティ
- 枇杷かすた